# Тринадцять загадкових випадків
«Тринадцять загадкових випадків» (англ. The Thirteen Problems) — збірка детективних розповідей англійської письменниці Агати Крісті, вперше опублікована у Великій Британії у 1932 році видавництвом Collins Crime Club. У США збірка була опублікований видавництвом Dodd, Mead and Company у 1933 році під назвою «Вечірній клуб „Вівторок“» (англ. The Tuesday Club Murders). 
 У збірку увійшли тринадцять розповідей, кожна з яких являє собою детективну історію «розказану» одним з гостей міс Марпл. Іншим же гостям пропонується розгадати таємницю й назвати злочинця. Так з'явився «Клуб „Вівторок“».

## Члени клубу
- Міс Марпл — детектив;
- Реймонд Вест — племінник міс Марпл, молодий письменник;
- Джойс Лампріер — художниця, подруга Реймонда;
- Сер Генрі Кліттерінг — колишній комісар Скотланд-Ярду;
- Доктор Пендер — старий священик;
- Містер Петерік — місцевий адвокат.

Роком пізніше в клуб увійшли
- Полковник Бантрі;
- Доллі Бантрі — дружина полковника;
- Доктор Ллойд;
- Джейн Хеліер — акторка.

## Список оповідань
1. Вівторковий вечірній клуб (англ. The Tuesday Night Club);
2. Поганська святиня Астарти (англ. The Idol House of Astarte);
3. Зливки золота (англ. Ingots of Gold);
4. Кров на бруківці (англ. The Blood-Stained Pavement);
5. Мотив проти сприятливої можливості (англ. Motive v. Opportunity);
6. Відбиток великого пальця Святого Петра (англ. The Thumb Mark of St. Peter);
7. Синя квітка герані (англ. The Blue Geranium);
8. Компаньйонка (англ. The Companion);
9. Четверо підозрюваних (англ. The Four Suspects);
10. Трагедія перед Різдвом (англ. A Christmas Tragedy);
11. Трава смерті (англ. The Herb of Death);
12. Пригода в бунгало (англ. The Affair at the Bungalow);
13. Утоплена (англ. Death by Drowning).

## Видання українською
У 2008 році видавництво «Клуб Сімейного Дозвілля» видало збірку українською, перекладач — Віктор Шовкун.